# Johan Ludvig Runeberg
Johan Ludvig Runeberg ([ˈjuːhan ˈlʊdvɪɡ ˈrʉːnəbærj]; 5 de febrer de 1804 – 6 de maig de 1877) va ser un poeta finlandès de parla sueca, considerat el poeta nacional de Finlàndia. Les seves obres estan escrites en suec.

## Vida
Runeberg era fill de Lorens Ulrik Runeberg, un capità de vaixell amb alguns estudis en teologia, i d'Anna Maria Malm. No va conèixer el pare fins que no va tornar d'un viatge marítim, tres anys després de néixer. Va tenir tres germanes (Ulrika Carolina, Emilie i Maria Mathilda) i dos germans (Viktor i Nestor).
Va fer els primers estudis a Vaasa i Oulu i després va passar a l'acadèmia d'Åbo, on va conèixer l'estadista i filòsof Johan Vilhelm Snellman i l'escriptor, periodista i historiador Zacaries Topelius. Els seus estudis es van centrar en el llatí i el grec.
Al començament va treballar en instituts de la regió de Saarijärvi (una estada que el va inspirar per a l'obra Bonden Paavo). A partir de 1831 va treballar al diari Helsingfors Morgonblad. Es va traslladar a Hèlsinki el 1828 després que un incendi va cremar la ciutat de Turku. Va impartir classes a la Universitat de Hèlsinki de 1830 a 1837, però va tornar a Porvoo el 1837 perquè no va poder accedir a la càtedra de llatí i grec clàssics; al liceu de Povoo va fer de professor de literatura romana.
Mogut pel corrent del romanticisme del segle xix, la seva lírica va tractar temes d'inspiració nacional finlandesa. Natalia Castrén (1830-1881) va ser membre del seu cercle cultural.
Runeberg es va casar amb Fredrika Runeberg (Fredrika Tengström de soltera) el gener 1831, cosina de Jakob Tengström, arquebisbe luterà de Turku. Van tenir vuit fills, dos dels quals van morir de petits: Anna Carolina (1832–1833), Ludvig Mikael (1835-1902), Lorenzo (1836-1919), Walter Magnus Runeberg (1838–1920, escultor), Johan Wilhelm (1843–1918), Jakob Robert (1846–1919), Edvard Moritz (1848–1851) i Fredrik Karl (1850–1884).

## Obra

### Fänrik Ståhls Sägner
L'obra més cèlebre de Runeberg és Fänrik Ståls sägner (Els contes d'Ensign Stål; Vänrikki Stoolin tarinat en finlandès), escrita entre 1848 i 1860. Es considera el poema èpic més important fora de la tradició Kalevala nadiua, i conté relats sobre la Guerra finlandesa de 1808-09 amb Rússia. En la guerra, Suècia va perdre ignominiosament Finlàndia, que va passar a ser el Gran Ducat de Finlàndia de l'Imperi Rus. El poema, compost per episodis, emfasitza la humanitat comuna de tots dos bàndols en conflicte, tot i que lloa bàsicament l'heroisme dels finlandesos. El primer poema, "Vårt land" (La nostra terra, Maamme en finlandès) és l'actual himne nacional finlandès.
Runeberg va participar en la modernització de l'himne luterà finlandès i va produir molts textos per a la nova edició.

### Bonden Paavo
És el poema més conegut sobre temàtica rural finlandesa. Vol dir "Paavo el granger" i tracta d'un pagès pobre de Saarijärvi i del seu "Sisu" (que vol dir 'coratge' o 'força de voluntat') i la seva fe infrangible en la divina providència en un marc natural hostil a causa de les males collites i el clima rigorós. Així, després d'algunes gelades que li destrueixen la collita, asseca el terreny pantanós i fa treballs per tal d'obtenir una bona collita, que comparteix amb el veí després d'agrair-ho a Déu.

### Dikter
Aquests Poemes (Runot en finlandès) van ser la primera obra de Runeberg i estan tenyits per l'idealisme i sentimentalisme de l'autor. Es van publicar el 1830 i es van completar amb dos volums més de 1833 i 1843. Inclouen les peces següents:
- Färd från Åbo ("Viatge d'Åbo")
- Flyttfåglarne ("Aus de pas")
- Svanen ("El cigne")

### Simningen
Simningen (que vol dir Natació) és una obra pòstuma de de caràcter eròtic. En les seves memòries, Fredrika Runeberg parla del seu espòs com un amant "salvatge, procel·lós i apassionat".

### Himnes
Llistat d'alguns dels himnes luterans ("Psalmer") compostos per Runeberg:
- Bevara, Gud, vårt fosterland ("Déu, protegeix la nostra pàtria")
- De äro nu förgångna ("Ara són part del passat")
- En dyr klenod, en klar och ren ("Un tresor valuós, clar i pur")
- Gud, se i nåd till dessa två ("Déu, concedeix bona sort a tots dos", un himne nupcial)
- Han på korset, han allena ("Ell a la creu, Ell tan sol")
- Hell morgonstjärna, mild och ren ("Lloat sigueu, estel del matí, llum pura i suau", himne nadalenc)
- Hur ljuvt det är att komma ("Que és bonic arribar")
- I dödens bojor Kristus låg ("Jesucrist jeia amb les cadenes de la morte")
- Jag lyfter ögat mot himmelen ("Alço els ulls al Cel")
- Kväll eller morgon, hvarje stund ("A la tarda o al matí, tothora")
- Till natt det åter líder ("S'atansa un altre cop la nit")

## Honors
L'aniversari de Runeberg (5 de febrer) és una celebració nacional a Finlàndia en què es commemora l'autor i es mengen "pastissos de Runeberg". Aquest pastís (en finlandès, Runebergintorttu; en suec, Runebergstårta) són unes postres fetes amb ametlles i rom i melmelada de gerds, que pesa al voltant d'uns 100 grams. Es diu que Runeberg menjava aquest pastís acompanyat de punsch en cada esmorzar. Tradicionalment aquests pastissos es consumeixen només a Finlàndia, des de gener fins al 5 de febrer, tot i que a les cafeteries de Provoo se'n poden menjar durant tot l'any. Les versions casolanes tendeixen a ser com un muffin.
El 2004 el govern finlandès va emetre una moneda commemorativa amb motiu del 200è aniversari del naixement de l'escriptor. La moneda, (de 10 euros), exhibeix un retrat de Runeberb a l'anvers, mentre que el revers conté una mostra de tipografies emprades el 1831 pel diari Helsingfors Morgonblad, per al qual va treballar Runeberg. El disseny de la moneda va ser de Heli Kauhanen.
El Projecte Runeberg Es va engegar el 1992 a imatge del Projecte Gutenberg amb la intenció de digitalitzar i publicar en línia textos nòrdics lliures de drets.
D'altra banda, la casa on va viure Runeberg es va convertir en museu el 1882.